# Desprez (acteur)
Pour les articles homonymes, voir Desprez.
Nicolas Gabriel Poullot dit Desprez est un acteur français né en 1759 et mort à Paris le 10 octobre 1829, sociétaire de la Comédie-Française.

## Biographie
Il joue en 1792-1793 à Paris au Théâtre de la République, entre à la Comédie-Française dont il devient sociétaire en 1807 ; il prend sa retraite en 1816,.

## Théâtre

### Carrière à laComédie-Française
Entrée en 1792
Nommé 215e sociétaire en 1802
Départ en 1816
- 1799 : Agamemnon de Népomucène Lemercier : Palène
- 1799 : Blanche et Montcassin d'Antoine-Vincent Arnault, Comédie-Française : Lorédan
- 1799 : Épicharis et Néron de Gabriel-Marie Legouvé, Comédie-Française : Phaon
- 1799 : La Jeune hôtesse de Flins des Oliviers d'après Carlo Goldoni, Comédie-Française : Fabrice
- 1799 : Les Rivaux d'eux-mêmes de Charles Pigault-Lebrun, Comédie-Française : Florville
- 1799 : Eugénie de Beaumarchais, Comédie-Française : Clarendon
- 1799 : Le Misanthrope de Molière, Comédie-Française : Oronte
- 1800 : Camille ou Amitié et imprudence de Madame Pipelet, Comédie-Française : Dorsin
- 1800 : Pinto ou la Journée d'une conspiration  de Népomucène Lemercier : Mendoce
- 1800 : Montmorency de Henri de Carrion-Nizas, Comédie-Française : Usbal
- 1800 : Oscar fils d’Ossian d'Antoine-Vincent Arnault, Comédie-Française : Gaul
- 1800 : Othello ou le Maure de Venise de Jean-François Ducis d'après William Shakespeare, Comédie-Française : Moncenigo
- 1800 : Iphigénie de Jean Racine, Comédie-Française : Ulysse
- 1801 : Alhamar de François-Joseph Depuntis, Comédie-Française : Don Alonse
- 1801 : Foedor et Wladamir ou la Famille de Sibérie de Jean-François Ducis, Comédie-Française : Ulric
- 1801 : Henri VIII de Marie-Joseph Chénier, Comédie-Française : Norfolk
- 1801 : L'Amour et l'intrigue de Jean-Henri-Ferdinand Lamartelière d'après Friedrich von Schiller, Comédie-Française : le comte d'Amberg
- 1802 : Bajazet de Jean Racine, Comédie-Française : Osmin
- 1802 : Le Roi et le laboureur d'Antoine-Vincent Arnault, Comédie-Française : Don Alphonse
- 1802 : Le Barbier de Séville de Beaumarchais, Comédie-Française : l'alcade
- 1802 : Le Misanthrope de Molière, Comédie-Française : Acaste
- 1802 : Mithridate de Jean Racine, Comédie-Française : Arbate
- 1802 : Phèdre de Jean Racine, Comédie-Française : Théramène
- 1803 : Le Tasse d'A. M. Cecile, Comédie-Française : Moncini
- 1803 : Siri-Brahé ou les Curieuses de Henry Joseph Thurind de Ryss, Comédie-Française : Tegel
- 1803 : Andromaque de Jean Racine, Comédie-Française : Pylade
- 1803 : Britannicus de Jean Racine, Comédie-Française : Narcisse
- 1804 : Polyxène d'Étienne Aignan, Comédie-Française : un soldat
- 1804 : Guillaume le Conquérant d'Alexandre Duval, Comédie-Française : Robert
- 1804 : Pierre le Grand de Henri de Carrion-Nizas, Comédie-Française : Menzikoff
- 1804 : Les Deux Figaro de Honoré-Antoine Richaud-Martelly, Comédie-Française : le comte
- 1804 : La Leçon conjugale de Charles-Augustin Sewrin et René de Chazet, Comédie-Française : Werner
- 1805 : Nicomède de Pierre Corneille : Flaminius
- 1805 : Les Templiers de François Raynouard : le chancelier
- 1805 : Astyanax de Halma : Polite
- 1805 : Amélie Mansfield de Louis François Marie Bellin de La Liborlière : Ferdinand
- 1806 : Athalie de Jean Racine : Ismael puis Mathan
- 1806 : Antiochus Epiphanes d'Auguste Le Chevalier : Polémon
- 1806 : La Mort de Henri IV, roi de France de Gabriel-Marie Legouvé : l'ambassadeur
- 1806 : Omasis ou Joseph en Égypte de Pierre Baour-Lormian : Rhamnès
- 1806 : Octavie de Jean-Marie Siouriguères de Saint-Marc : Tigellin
- 1807 : Le Souper imprévu ou le Chanoine de Milan d'Alexandre Duval : un général
- 1807 : Bérénice de Jean Racine : Paulin (une représentation)
- 1807 : Pyrrhus ou les Aeacides de Louis-Grégoire Le Hoc : Néoclès
- 1807 : La Mort de Du Guesclin de Hyacinthe Dorvo : La Rivière
- 1808 : Artaxerce d'Étienne-Joseph-Bernard Delrieu : Cléonide
- 1808 : Louise ou la Réconciliation de Julie Candeille : Blainval
- 1809 : Vitellie de A. de Selve : Plautus
- 1810 : Brunehaut ou les Successeurs de Clovis d'Étienne Aignan : Alboëme
- 1810 : Tartuffe de Molière : Cléante
- 1811 : Mahomet II de Pierre Baour-Lormian : Morad
- 1811 : Annibal de A. J. Denormandie : Eurybate
- 1813 : Tippo-Saëb d'Étienne de Jouy : Idalkan
- 1813 : Ninus II de Charles Briffaut : Ostras
- 1813 : Mithridate de Jean Racine : Arcas
- 1813 : Le Mariage de Figaro de Beaumarchais : Bazile
- 1814 : Fouquet de J. R. de Gain-Montagnac : d'Artagnan
- 1814 : Édouard en Écosse d'Alexandre Duval : duc de Cumberland